# بران علیا
بران علیا، شهری در بخش بران شهرستان اصلاندوز در استان اردبیل ایران است. این شهر، مرکز بخش بران است.

## جمعیت
بر پایه سرشماری عمومی نفوس و مسکن در سال ۱۳۹۵، جمعیت شهر بران علیا برابر با ۱٬۵۰۸ نفر (۴۵۱ خانوار) بوده است.